# Wijtschateboog

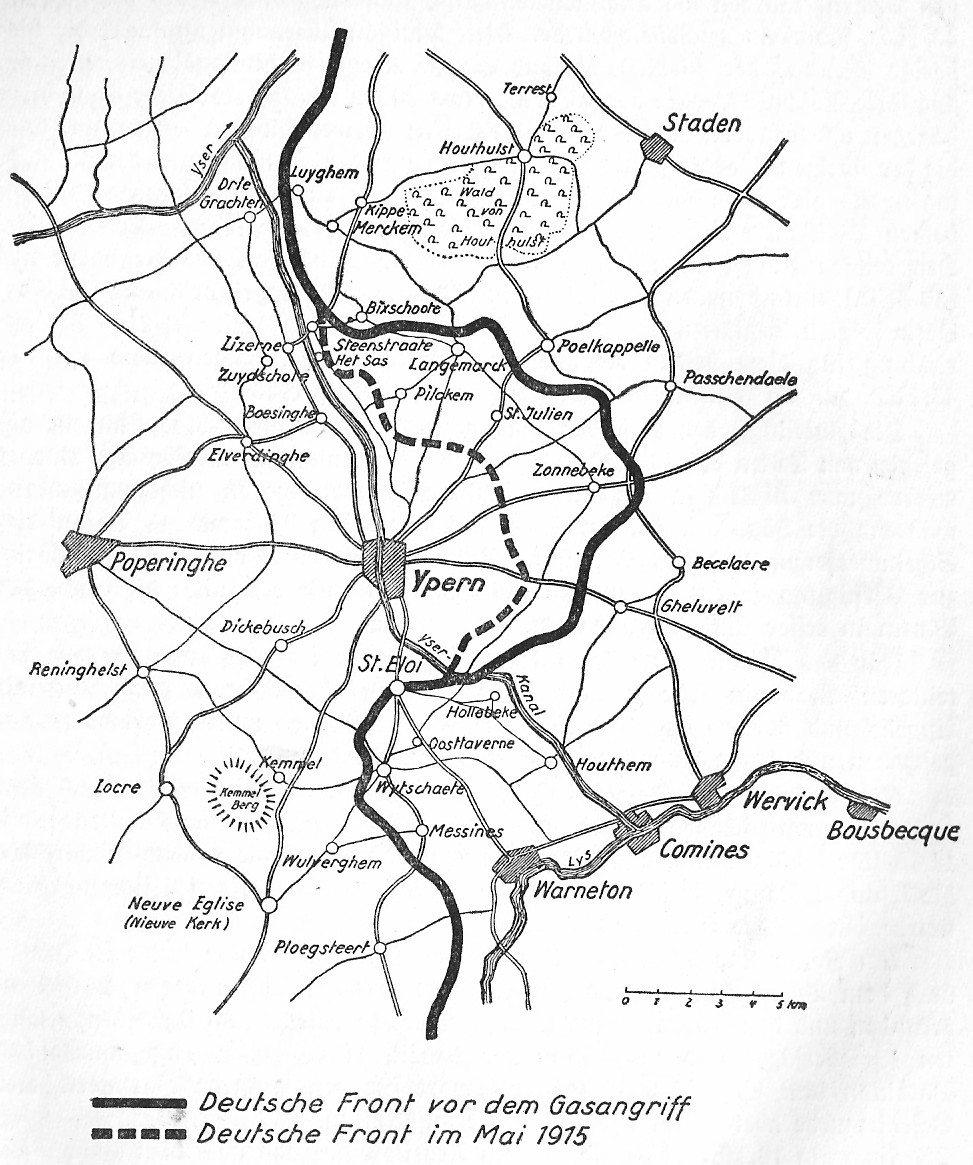
Ieperboog en Wijtschateboog

De Wijtschateboog is een uitstulping aan het front tijdens de Eerste Wereldoorlog ten westen van Wijtschate. De Duitsers gebruikten de benaming Wytschaete-Bogen, de Britten Messines Ridge.
De heuvelrug Wijtschate-Mesen vormde de ruggengraat van het front in de Wijtschateboog. Hoewel deze langgerekte glooiing in het landschap geen uitgesproken reliëfverschillen vertoont, betekende hij heel wat tijdens de loopgravenoorlog. Wijtschate vormde het hoogste punt (84 m TAW), een ideale uitkijkpost om de troepenbeweging rond Ieper te observeren. Over bijna de volledige lengte van het front waren de Duitse troepen erin geslaagd om de hoger gelegen posities in te nemen.
In de praktijk vloeiden de Ieperboog en de Wijtschateboog naadloos in elkaar over. Toch vormde een plek als het ware een scharnier tussen de twee fronten: Hill 60, een kunstmatige heuvel langs de spoorweg Ieper-Komen. Ten zuiden van Hill 60 bleef het front bijna drie jaar stabiel, in het noorden zat iets meer beweging. Hill 60 was bovendien de meest noordelijk gelegen locatie waar op 7 juni 1917 de mijnenslag een einde maakte aan het bestaan van de Wijtschateboog.

## Geschiedenis
Tussen november 1914 en juni 1917 lag het front in de Wijtschateboog vrij stabiel. Hoewel sommige plekken fel bevochten werden, veranderden de linies nauwelijks. De oorlog verzandde al gauw in een vastgelopen front, waar geen van beide partijen erin slaagde de situatie open te breken. Duitse troepen hadden er in november 1914 de hoger gelegen posities op de Midden-West-Vlaamse Heuvelrug ingenomen en dat maakte het voor de geallieerden moeilijk om die strategisch voordelige linies te doorbreken. Wilden ze daar iets aan veranderen, dan moesten de geallieerden hun gehele arsenaal aan wapens en tactieken inzetten. Eén van die middeltjes bestond uit de ondermijning van het front van de tegenstander: via een schacht en ondergrondse galerijen ongezien het niemandsland ondertunnelen. Aan het einde van de tunnel plaatsten de tunnellers of mineure een grote lading explosieven. Van afstand werd de springlading opgeblazen, samen met alles wat zich erboven bevond. In december 1914 plaatsten de Fransen voor het eerst een mijn onder Hill 60, maar al spoedig waaierde deze manier van oorlogsvoering naar andere locaties uit: de Bluff langs het kanaal Ieper-Komen, Sint-Elooi, Bayernwald, Hollandse Schuur, Petit Bois, Maedelstede, Peckham, Spanbroekmolen, Kruisstraat, Trench 122 en Trench 127. Zonder onderscheid waren dat intens bevochten frontsectoren.

### Geallieerd offensief
Aan de lange stilstand van het front in de Wijtschateboog kwam in juni 1917 een einde. Na een lange reeks offensieven in Frankrijk waagden in 1917 de geallieerden een grootschalige aanval in de Ieperse regio. Wat in Frankrijk niet lukte, met name het front doorbreken, lukte misschien wel rond Ieper. Mikpunt van het offensief waren de havens van Oostende en Zeebrugge, want daar hinderden de Duitse onderzeeërs de aanvoerlijnen van de geallieerden. Maar ten zuiden van Ieper lag die vervelende Wijtschateboog, waar de Duitse troepen tot diep in geallieerd gebied waren doorgedrongen. Vooraleer een geallieerd offensief kon slagen, moest deze salient eerst worden rechtgetrokken. Het plan was om deze actie te beginnen met de gelijktijdige ontploffing van dieptemijnen, kwestie van de tegenstander te verrassen en daaropvolgend met een geweldige infanterieaanval het terrein schoon te vegen. Het plan voor de mijnenslag was geboren. De voorgaande jaren hadden de Britten een techniek gevonden om met behulp van stalen zinkschachten tot op grote diepte schachten en tunnelsystemen te graven. Zo waren ze al op verschillende plaatsen ongezien onder de Duitse linies doorgedrongen. Maar in de plaats van dit voordeel onmiddellijk uit te spelen, zagen ze de mogelijkheden van een gecoördineerde actie over een brede frontsector. De al geplaatste dieptemijnen werden bewust nog niet tot ontploffing gebracht, in afwachting van de plaatsing van nog meer mijnen op andere locaties langs de frontlijn.
De plaatsing van de dieptemijnen werd een race tegen de tijd, die ondanks enkele sabotageacties tot net enkele dagen voor de uitvoeringsdatum lukte. Op 7 juni 1917 in de vroege ochtend bood de explosie van zoveel krachtige springladingen een spectaculair schouwspel. 450 ton explosieven gingen in één keer de lucht in. Ooggetuigen beschreven de gebeurtenis alsof de aarde openspleet. Hun vernietigende werking liet negentien gapende mijnkraters achter, die het Duitse front letterlijk en figuurlijk in elkaar deed zakken. De minutieuze voorbereiding aan Britse zijde maakte van de mijnenslag een militair succes. Op minder dan een week tijd werden alle vooropgestelde doelen gehaald. Het verrassingseffect was groot. Nog nooit was een offensief met krachtige mijnontploffingen van dat formaat over een front van die omvang begonnen. Nauwkeurig voorbereid wisten de Australiërs in het zuiden, de Ieren in het midden en de Britten in het noorden van de Wijtschateboog wat hen te doen stond. Wijtschate en Mesen, vielen in geen tijd in geallieerde handen. Overal brak men door de linies die in bijna drie jaar tijd niet hadden bewogen. Pas bij het bereiken van de einddoelen Oosttaverne en Gapaard vertraagde de geallieerde opmars onder druk van Duitse tegenaanvallen. De geallieerde opmars stopte hier (voorlopig). De Wijtschateboog was immers opgerold en de frontlijn rechtgetrokken.
Nu was het de beurt aan de volgende fase in het geallieerde offensief, de derde slag om Ieper. Normaal was het de bedoeling geweest om op de mijnenslag een geallieerd offensief in de Ieperboog te laten volgen. Maar daar waren de voorbereidingen nog niet helemaal rond. De voorbereidende fase sleepte nog zes weken aan, waardoor het verrassingselement verloren ging. De verwoesting na de mijnenslag was intens. Wie zijn blik over het slagveld liet gaan, zag een desolaat maanlandschap, een beeld van de totale vernietiging. Wat overbleef waren de kraters die vandaag nog altijd als verstilde getuigen van de woelige mijnenoorlog in het landschap liggen.

## Erfgoed
Mijnkratersitesvan noord naar zuid
- Hill 60 en de Caterpillar
- Palingbeek of de Bluff
- Sint-Elooi (Eekhofstraat) en Sint-Elooi (Voormezele)
- Hollandse Schuur
- Petit Bois
- Maedelstede
- Peckham
- Spanbroekmolen of Pool of Peace
- Kruisstraat
- Ontario farm
- Trench 127
- Trench 122
- Trench 121 of de Birdcage

Mijnschachten
- Bayernwald
- Duitse schacht Dietricht in Wijtschatebos
- Duitse schacht Hermann in Mesen